# Bryan Berard
Pour les articles homonymes, voir Berard.
Bryan Berard (né le 5 mars 1977 à Woonsocket au Rhode Island) est un joueur américain de hockey sur glace professionnel. Il évolue au poste de défenseur.

## Biographie

### Carrière de joueur
Berard est repêché par les Sénateurs d'Ottawa au tout premier rang du repêchage d'entrée dans la LNH 1995 mais est échangé en tant que prospect avec Don Beaupré et Martin Straka aux Islanders de New York contre Wade Redden et Damian Rhodes. Il connaît beaucoup de succès à Long Island, se méritant en 1997 le trophée Calder remis au meilleur joueur recrue de la ligue. Il représente aussi les États-Unis aux Jeux olympiques de Nagano de 1998. Au terme de deux saisons et demie avec les Islanders, il est échangé aux Maple Leafs de Toronto contre le gardien Félix Potvin.

### La blessure à l'œil
Le 11 mars 2000, alors qu'il portait l'uniforme des Maple Leafs et disputait un match face aux Sénateurs d'Ottawa, le bâton de Marián Hossa frappe accidentellement l'œil droit de Berard, le blessant gravement. À l'hôpital, on lui annonce qu'il risque de perdre son œil. Il déclare néanmoins à ses amis qu'il rejouerait un jour au hockey. Malgré son optimisme, il reçoit une indemnité de 6,5 millions de dollars de la part de sa compagnie d'assurance, ce que plusieurs considérèrent comme étant le signe de la fin de sa carrière.
Au cours de la saison suivante, il subit sept opérations chirurgicales à l'œil qui, miraculeusement, améliorèrent les facultés visuelles de son œil blessé à 20/600. Il reprend l'entraînement physique en avril 2001 et recommence à patiner quelques mois plus tard. On lui donne plus tard un verre de contact qui lui permettait de rencontrer le minimum de 20/400 prescrit par la ligue.
Quand il devient évident qu'il jouerait au hockey de nouveau, les Leafs signifient qu'ils étaient toujours intéressés à ses services. Il opte cependant pour jouer avec un club en reconstruction qui serait plus près de sa demeure de Woonsocket. Il signe un contrat pour une période d'essai chez les Rangers de New York, retourne sa prime d'assurance et risque un retour au jeu dans la LNH. Il joue assez bien pour que son contrat d'essai se transforme en contrat d'un an d'une valeur de 2 millions de dollars.
Il connaît par la suite de bons séjours d'une saison chez les Bruins de Boston et les Blackhawks de Chicago avant de signer avec les Blue Jackets de Columbus au début de la saison 2005-2006. Pour le récompenser de sa persévérance, il se voit remettre le trophée Bill-Masterton en 2004.
Il signe avec les Islanders à l'été 2007.

### Stéroïdes
Une autre tuile tombe sur la tête de Berard au début de 2006 lorsqu'on annonce qu'il avait été testé positif à un test de dépistage de stéroïdes anabolisants, connus sous le nom de 19-norandrostérone, tenu en novembre 2005. Il est le premier joueur de la LNH à avoir été testé positif aux stéroïdes. La LNH ne lui impose aucune sanction, puisque le test n'avait pas été effectué par la ligue elle-même, mais il est banni pour une période de deux ans de toutes les compétitions internationales, suspension entrant en vigueur le 3 janvier 2006. Berard, rempli de remords après l'incident, admet pleinement son erreur et jure de ne jamais recommencer.

### Carrière internationale
Au niveau international, il a représenté les États-Unis à quatre reprises, sans toutefois remporter de médailles. En sélection jeune, il a joué deux fois le championnat du monde junior lors des éditions de 1995 et 1996. Il joue pour la première fois en tant que senior lors du championnat du monde de 1997. Il rejoint la sélection américaine lors des Jeux olympiques d'hiver de 1998 ayant eu lieu à Nagano au Japon.

## Statistiques

### En club
| Saison     | Équipe                      | Ligue      |     | Saison régulière | Saison régulière | Saison régulière | Saison régulière | Saison régulière |   | Séries éliminatoires | Séries éliminatoires | Séries éliminatoires | Séries éliminatoires | Séries éliminatoires |
| Saison     | Équipe                      | Ligue      | PJ  | B                | A                | Pts              | Pun              | PJ               | B | A                    | Pts                  | Pun                  |                      |                      |
| 1994-1995  | Red Wings Junior de Détroit | LHO        | 58  | 20               | 55               | 75               | 97               | 21               | 4 | 20                   | 24                   | 38                   |                      |                      |
| 1995-1996  | Whalers de Détroit          | LHO        | 56  | 31               | 58               | 89               | 116              | 17               | 7 | 18                   | 25                   | 41                   |                      |                      |
| 1996-1997  | Islanders de New York       | LNH        | 82  | 8                | 40               | 48               | 86               | -                | - | -                    | -                    | -                    |                      |                      |
| 1997-1998  | Islanders de New York       | LNH        | 75  | 14               | 32               | 46               | 59               | -                | - | -                    | -                    | -                    |                      |                      |
| 1998-1999  | Islanders de New York       | LNH        | 31  | 4                | 11               | 15               | 26               | -                | - | -                    | -                    | -                    |                      |                      |
| 1998-1999  | Maple Leafs de Toronto      | LNH        | 38  | 5                | 14               | 19               | 22               | 17               | 1 | 8                    | 9                    | 8                    |                      |                      |
| 1999-2000  | Maple Leafs de Toronto      | LNH        | 64  | 3                | 27               | 30               | 42               | -                | - | -                    | -                    | -                    |                      |                      |
| 2001-2002  | Rangers de New York         | LNH        | 82  | 2                | 21               | 23               | 60               | -                | - | -                    | -                    | -                    |                      |                      |
| 2002-2003  | Bruins de Boston            | LNH        | 80  | 10               | 28               | 38               | 64               | 3                | 1 | 0                    | 1                    | 2                    |                      |                      |
| 2003-2004  | Blackhawks de Chicago       | LNH        | 58  | 13               | 34               | 47               | 53               | -                | - | -                    | -                    | -                    |                      |                      |
| 2005-2006  | Blue Jackets de Columbus    | LNH        | 44  | 12               | 20               | 32               | 32               | -                | - | -                    | -                    | -                    |                      |                      |
| 2006-2007  | Blue Jackets de Columbus    | LNH        | 11  | 0                | 3                | 3                | 8                | -                | - | -                    | -                    | -                    |                      |                      |
| 2007-2008  | Islanders de New York       | LNH        | 54  | 5                | 17               | 22               | 48               | -                | - | -                    | -                    | -                    |                      |                      |
| 2008-2009  | Vitiaz Tchekhov             | KHL        | 25  | 3                | 15               | 18               | 103              | -                | - | -                    | -                    | -                    |                      |                      |
| Totaux LNH | Totaux LNH                  | Totaux LNH | 619 | 76               | 247              | 323              | 500              | 20               | 2 | 8                    | 10                   | 10                   |                      |                      |

### En équipe nationale
| Année | Compétition                 |   | PJ | B | A | Pts | Pun      |  | Résultat |
| 1995  | Championnat du monde junior | 7 | 0  | 1 | 1 | 36  | 5e place |  |          |
| 1996  | Championnat du monde junior | 6 | 1  | 4 | 5 | 20  | 5e place |  |          |
| 1997  | Championnat du monde        | 1 | 1  | 0 | 1 | 0   | 6e place |  |          |
| 1998  | Jeux olympiques             | 4 | 0  | 0 | 0 | 0   | 6e place |  |          |

## Trophées et honneurs personnels
- 1994-1995 :
  - nommé dans l'équipe d'étoiles des recrues de la Ligue canadienne de hockey.
  - nommé dans la première équipe d'étoiles de la LCH.
  - nommé recrue de l'année de la LCH.
  - champion de la Coupe J.-Ross-Robertson avec les Red Wings Junior de Détroit.
  - remporte le trophée Max-Kaminsky du meilleur défenseur.
  - remporte le trophée de la famille Emms de la meilleure recrue.
  - nommé dans la première équipe d'étoiles des recrues de la LHO.
  - nommé dans la première équipe d'étoiles de la LHO.
- 1995-1996 :
  - nommé défenseur de l'année de la LCH.
  - nommé dans la première équipe d'étoiles de la LCH.
  - remporte le trophée Max-Kaminsky
  - nommé dans la première équipe d'étoiles de la LHO.
- 1996-1997 :
  - nommé dans l'équipe d'étoiles des recrues de la LNH.
  - remporte le trophée Calder de la meilleure recrue.
- 2003-2004 : remporte le trophée Bill-Masterton du joueur ayant démontré le plus de qualité de persévérance et d'esprit d'équipe.